# Práxedis G. Guerrero
José Práxedis Gilberto Guerrero Hurtado, (San Felipe, Guanajuato, 28 de agosto de 1882 - Janos, Chihuahua, 30 de diciembre de 1910) fue un filósofo, poeta, editor, periodista y combatiente revolucionario, afiliado al magonismo.

## Biografía
Nacido en Los Altos de Ibarra, en un municipio del estado de Guanajuato llamado San Felipe, fue hijo de una familia acomodada que tenía una hacienda en dicho lugar. Estudió hasta la secundaria, ya que dada su fortuna su padre no vio importancia en su profesionalización. Sin embargo, él continuó estudiando de manera autodidacta. A pesar del carácter burgués de su familia, Práxedis Guerrero, a lo largo de sus experiencias, se dio cuenta de la desigualdad social de la que formaba parte, razón por la cual dejó a su familia para emigrar a los Estados Unidos . En 1904 pudo encontrar un trabajo como obrero, cuestión que afinaría su sensibilidad y le permitiría definir su posición política años más tarde. En Estados Unidos se daría cuenta de las condiciones de precariedad laboral que tenían lugar en las minerías y fábricas en las que trabajó; allí editó, junto con su compañero y amigo Francisco Manrique, el periódico de oposición Punto Rojo (1909). Además de éste, colaboraría en otros periódicos como Revolución y junto a Ricardo Flores Magón y Enrique Flores Magón en Regeneración y en el periódico-revista satírica El Hijo del Ahuizote. Participó en diversos levantamientos en los años 1906, 1908 y 1910 –en este último pierde la vida– en Viesca, Las Vacas y Las palomas, al norte del país, por lo que se le suele considerar como uno de los precursores de la llamada Revolución mexicana.

## Militancia Revolucionaria
En 1904 se traslada a Estados Unidos y se emplea como obrero en una mina en Denver, Colorado y más tarde trabaja de leñador. En 1905 viaja a San Francisco, California y edita el periódico Alba Roja (1905) . En mayo de 1906, Guerrero fue visitado por Manuel Sarabia y lo invita a participar en la Junta Organizadora del Partido Liberal Mexicano (JOPLM); el 3 de junio de ese mismo año funda la Junta Auxiliar "Obreros Libres" en una mina de Morenci, Arizona, adherida a la JOPML. Su filiación al Partido Liberal Mexicano (PLM) al principio fue de tipo colaborativa al ser corresponsal en Estados, hasta que en el año de 1906 se uniría formalmente, entablando relación con los hermanos Flores Magón, Lázaro Gutiérrez de Lara y reafirmando la que tenía con los hermanos Sarabia.
Más allá de la participación que tendía en huelgas y manifestaciones años más tarde en México, organizó escuelas libertarias, grupos de teatro, conciertos, entretenimiento y conferencias. Con el fin de imprimir un nuevo contenido revolucionario a las actividades sociales tradicionales. escribiendo en las páginas del periódico Regeneración   una invitación a los hijos de los migrantes que vivían en Estados Unidos: "En muchos lugares de los E.U. los trabajadores mexicanos pagan lo que aquí se llama “school taxes[”], para que sus hijos reciban educación en las escuelas oficiales, en otros tienen escuelas propias donde se siguen métodos antiguos que perjudican más que instruyen á la niñez, y en otros, á pesar de ser numeroso el elemento mexicano no hay escuela para sus niños, que son arrojados de los planteles blancos por no tener la piel descolorida. ¿Por qué no fundar y sostener escuelas nuestras donde aprendan los niños á ser buenos y libres al mismo tiempo que saborean los deleites de la ciencia?" (Práxedis G. Guerrero, “Impulsemos la enseñanza racionalista”, Regeneración, cuarta época, núm. 5, 1 de octubre de 1910, p. 3)
Práxedis Guerrero fue un periodista opositor a la dictadura de Porfirio Díaz, editó los periódicos Alba Roja (1905), Revolución (1908) y Punto Rojo (1909) llegando a tener una tirada de 10 mil ejemplares semanales en El Paso, y en el cual se promovía la huelga general revolucionaria, también colaboró en Regeneración editado por los hermanos Flores Magón. Estando afiliado fue un ferviente combatiente en las campañas militares del Partido Liberal Mexicano (PLM), llegando a ser secretario de la JOPML hasta el día de su muerte.
En septiembre de 1910 se publicaron en Regeneración tres episodios revolucionarios ocurridos en 1908, en los cuales Guerrero narra las incursiones de los guerrilleros libertarios del PLM en los poblados de Las Vacas (hoy Acuña), Viesca y Palomas  con el fin de iniciar una revolución social que se propagara a toda la República Mexicana.

## Muerte
Los liberales que inicialmente habían planeado levantarse en armas el 16 de septiembre de 1910 deciden esperar y comenzar la insurrección el 20 de noviembre, como señalaba el Plan de San Luis redactado por Francisco I. Madero, a fin de conseguir un mayor impulso pero desligándose de los objetivos políticos de los maderistas. Guerrero, quien había sido nombrado Jefe de Operaciones del Ejército Libertario Mexicano en la República Mexicana, decide por sí mismo organizar un grupo armado en El Paso, Texas para internarse en México, aun con la desaprobación de la Junta Organizadora del PLM, que lo requería como organizador y escritor.
El 22 de diciembre, con un grupo de cerca de 30 magonistas, avanzan de El Paso a Ciudad Juárez, asaltan la hacienda de Cruz González, toman el tren mixto y destruyen los puentes a su paso mientras se dirigen hacia el sur. En la Estación Guzmán se les unen otros 20 guerrilleros y se encaminan rumbo a El Sabinal, el día 25 regresan a Estación Guzmán y ahí se dividen en dos partidas, una dirigida por Prisciliano G. Silva y la otra por Práxedis Guerrero. 
Guerrero tomó el poblado de Corralitos el 27 de diciembre, al día siguiente reclama la rendición de Casas Grandes sin éxito. El 29 por la noche ataca Janos y a la mañana siguiente la plaza es tomada por los rebeldes, ese mismo día muere Práxedis Guerrero en circunstancias poco claras. Existen al menos tres versiones diferentes acerca de la muerte de Guerrero: Ethel Duffy Turner afirma que fue a causa de una bala accidental de un compañero que lo confundió con un espía al subir Guerrero a una barraca para hacer un reconocimiento; Martínez Nuñez habla de que Guerrero recibió un balazo en el ojo derecho cuando subió una azotea para contrarrestar un ataque de soldados federales; por su parte, Enrique Flores Magón sostiene que Práxedis exponía a la población los ideales del PLM cuando de pronto cayó muerto con una bala en la frente.